# Taleb Nematpour
Taleb Nariman Nematpour (in persiano طالب نعمت‌پور‎; Kuhdasht, 19 settembre 1984) è un lottatore iraniano, specializzato nella lotta greco-romana.

## Biografia
Venne allenato dal fratello Shahab Nematpour.
Divenne campione del iridato a Budapest 2013 negli 84 chilogrammi.
Nel 2014, risultò positivo al epi-trenbolone ad un controllo effettuato durante la Coppa del mondo e fu squalificato a vita dalla competizioni sportive per violazione delle regole antidoping.

## Palmarès
- Mondiali

Budapest 2013: oro negli 84 kg
- Giochi asiatici

Canton 2010: oro negli 84 kg
- Campionati asiatici

Jeju 2008: argento nei 84 kg
Pattaya 2009: oro nei 84 kg
Nuova Delhi 2013: bronzo nei 84 kg